# Catedral evangèlica de Sibiu
La Catedral evangèlica de Sibiu (en romanès Catedrala Evanghelică din Sibiu, en alemany Evangelische Stadtpfarrkirche) és un dels edificis gòtics més antics i impressionants de Transsilvània. És la catedral de l'Església Evangèlica de Confessió Agostina i l'església parroquial de la comunitat de Sibiu que té a la parròquia la comunitat de creients luterans més gran de Romania..

## Descripció
La forma actual és la posterior a la renovació del 1520, sobre l'estructura de l'antiga basílica romànica del segle XII. Davant de l'església hi ha l'estàtua del bisbe Georg Daniel Teutsch (1817-1893), erigida el 1899. L'interior de l'església és d'estil gòtic, amb voltes d'arc i làpides als murs nord. L'església es troba a la plaça Huet. L'edifici l'acompanya una torre de 7 nivells i quatre torretes a la cantonada del terrat, que significava que la ciutat tenia dret a condemnar (en latină ius gladii, literalment "dreta de l'espasa"). Amb una longitud aproximada de 74 m, l'església ocupa el tercer lloc de Romania, després de l'església negra de Brașov i la catedral de Sant Miquel d'Alba Iulia.
El cor de la catedral es troba al balcó del costat sud i inclou un orgue d'estil barroc fet per un artesà eslovac el 1671, que va substituir el primer orgue portat a Sibiu el 1585. El 1914 es va instal·lar el gran orgue de l'església, l'orgue més gran del sud-est d'Europa, i el 1997 es va reformar completament.
L'església és un edifici gòtic de grans dimensions amb un pla format per un cor poligonal compost per tres badies, flanquejat al nord per una sagristia; a l'oest segueix un transsepte, després la nau central i les dues laterals; a l'oest es va construir la torre, finalment incrustada en un nàrtex, que al seu torn consistia en tres vaixells.
L'església parroquial evangèlica "Sf. Maria" de Sibiu es va incloure a la llista de monuments històrics del comtat de Sibiu des del 2004, amb el codi de classificació SB-II-mA-12078. El període 1350-1520 apareix en aquesta llista. A més, la casa parroquial evangèlica i el consell de districte de l'Església Evangèlica CA, edificis veïns, també s'inclouen a la mateixa llista.

## Històric
La part més antiga de l'edifici, com demostra un document del 1371, era el cor, però el més probable és que es completés el pla basilical de l'església, inclòs el transsepte. Al mateix temps, s'havia iniciat la construcció de la torre, elevada només a l'altura dels pisos inferiors. En aquell moment, l'església dedicada a Santa Maria es presentava com una basílica amb transsepte i sagristia, les naus laterals només tenien la meitat de l'amplada de la nau principal.
Després de diverses dècades en què, per motius menys coneguts, s'havia interromput l'activitat al recinte de l'església, després del 1424 es van reprendre les obres. En aquesta etapa, els murs de la nau central es van aixecar 2,60 metres i es van ampliar les naus laterals. Les bigues rectangulars de la nau rebien voltes de creueria a les ogives, així com les de les col·laterals, on es van reutilitzar les antigues claus de volta. El 1448 es va iniciar l'expansió cap a l'oest de l'església, mitjançant la construcció del nàrtex esmentat anteriorment, que va rebre el nom conegut avui com a fèrula.
L'aspecte de l'església es va canviar a la banda sud a partir del 1474, quan es va decidir transformar la basílica en una sala d'església. Així, es va aixecar el mur exterior meridional i, a l'interior, en transformar l'estructura del mur, es va formar una tribuna lateral amb volta estelada. La tribuna també es va estendre per sobre de la nau sud de la virola, així com per sobre del transsepte, però aquí es va retirar. El 1494 es va acabar la torre de l'església, aixecada amb dos pisos més. Altres obres menys extenses van consistir en la construcció dels dos porxos situats als costats sud i nord, ambdós acollint un portal amb marcs gòtics ricament perfilats. Es va construir una capella sobre el portal sud i el 1520 es va construir la torreta amb una escala de caragol a la mateixa façana, donant per acabades les obres.
El 1867 l'església es va convertir en catedral, després del trasllat de la seu de l'episcopat luterana saxona de Biertan a Sibiu.

## Exterior

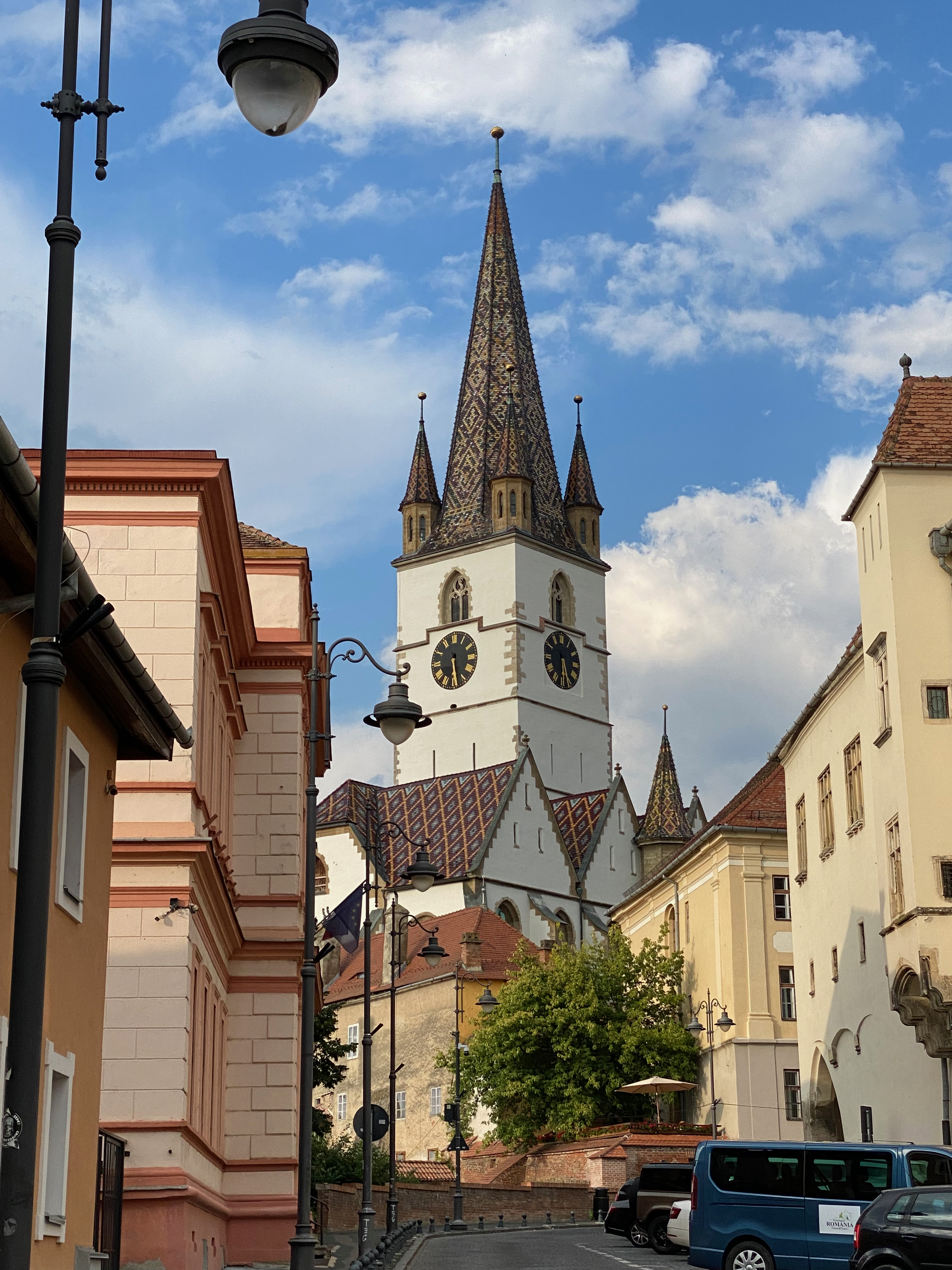
Exterior de la Catedral evangèlica de Sibiu

A l'exterior cal destacar els dos marcs de portal situats a l'interior dels porxos sud i nord. El portal sud és més antic, sent executat el 1457. Al nord, el picapedrer Nicolau va acabar el porxo el 1509, seguint el model del sud.
Al nord-est del monument hi ha la porta d'accés a la sagristia, que sobre el marc amb barres creuades ha incrustat a la maçoneria un detall d'una porta d'estil renaixentista, molt probablement de la casa del comte Albert Huet, amb el seu escut datat el 1595.
A la façana sud del cor, sobre una porta gòtica, hi ha un relleu amb el tema Oració a la muntanya de les Oliveres. Tot i que l'obra ha sofert intervencions posteriors força radicals, reconeixem l'escena en què Jesús, en un àrid paisatge, s'agenolla davant del calze. El relleu s'atribueix a un taller local inspirat en l'escultura gòtica centreeuropea de l'últim quart del segle XV.

## Interior

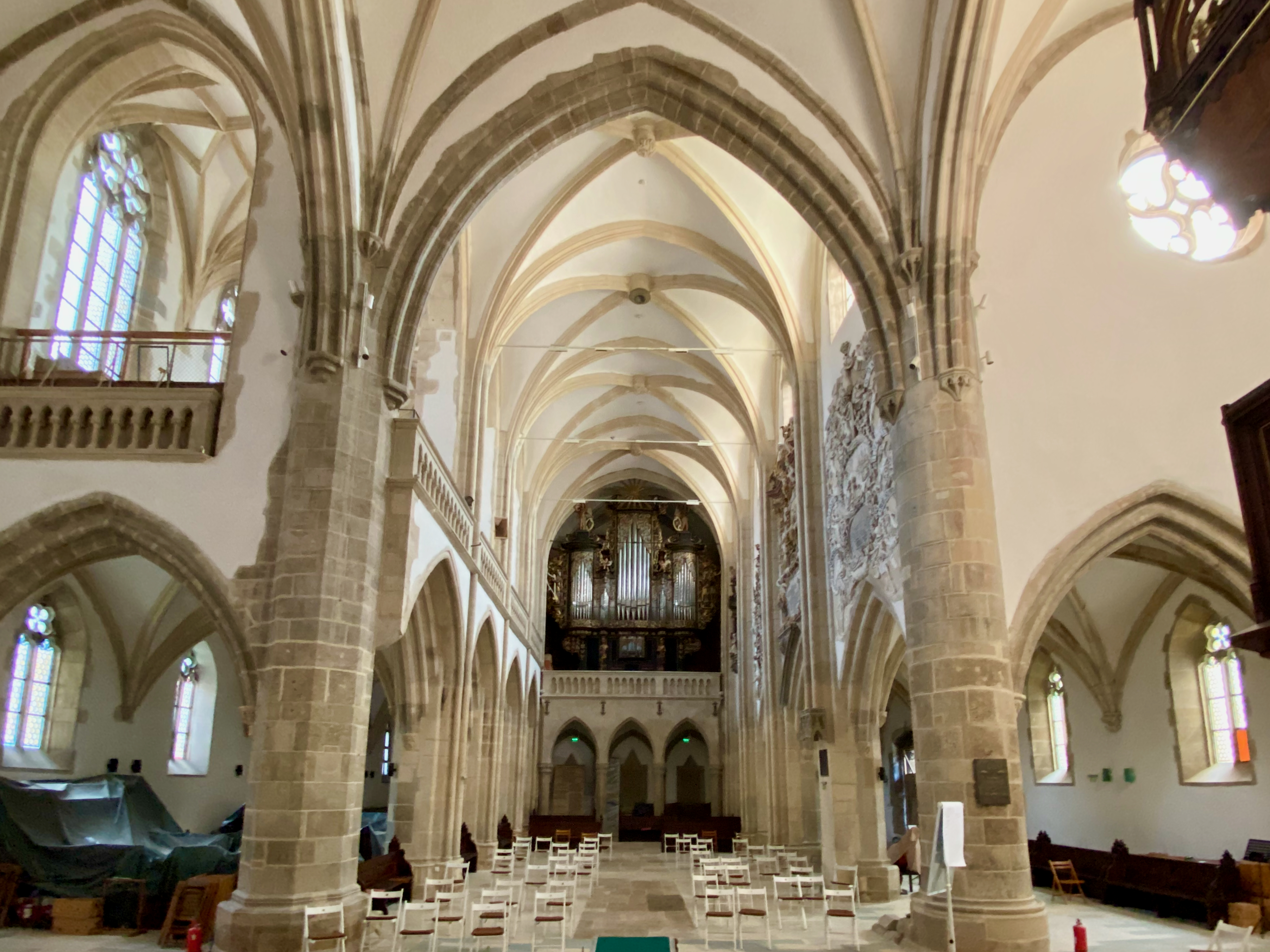
Interior

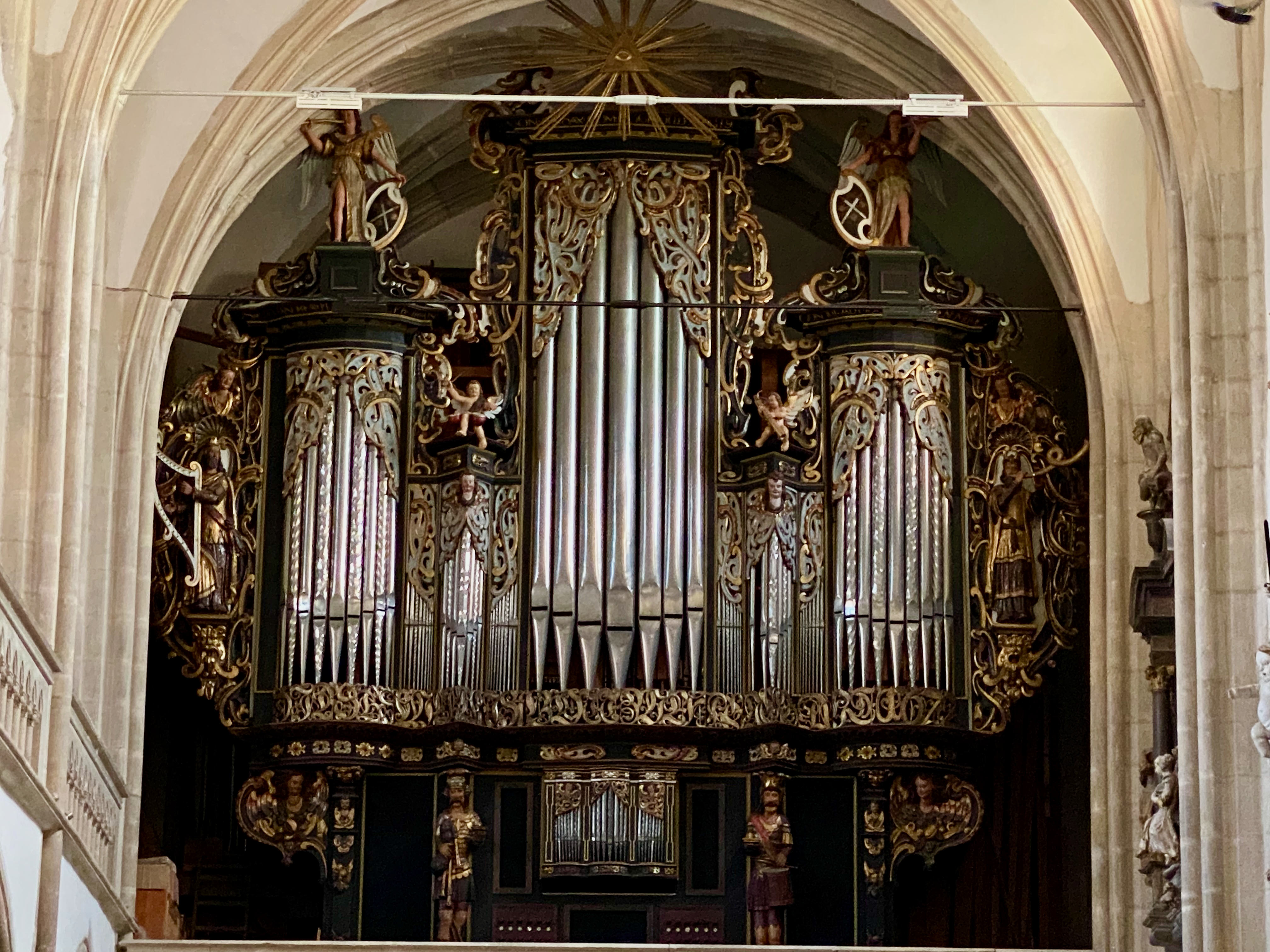
Orgue

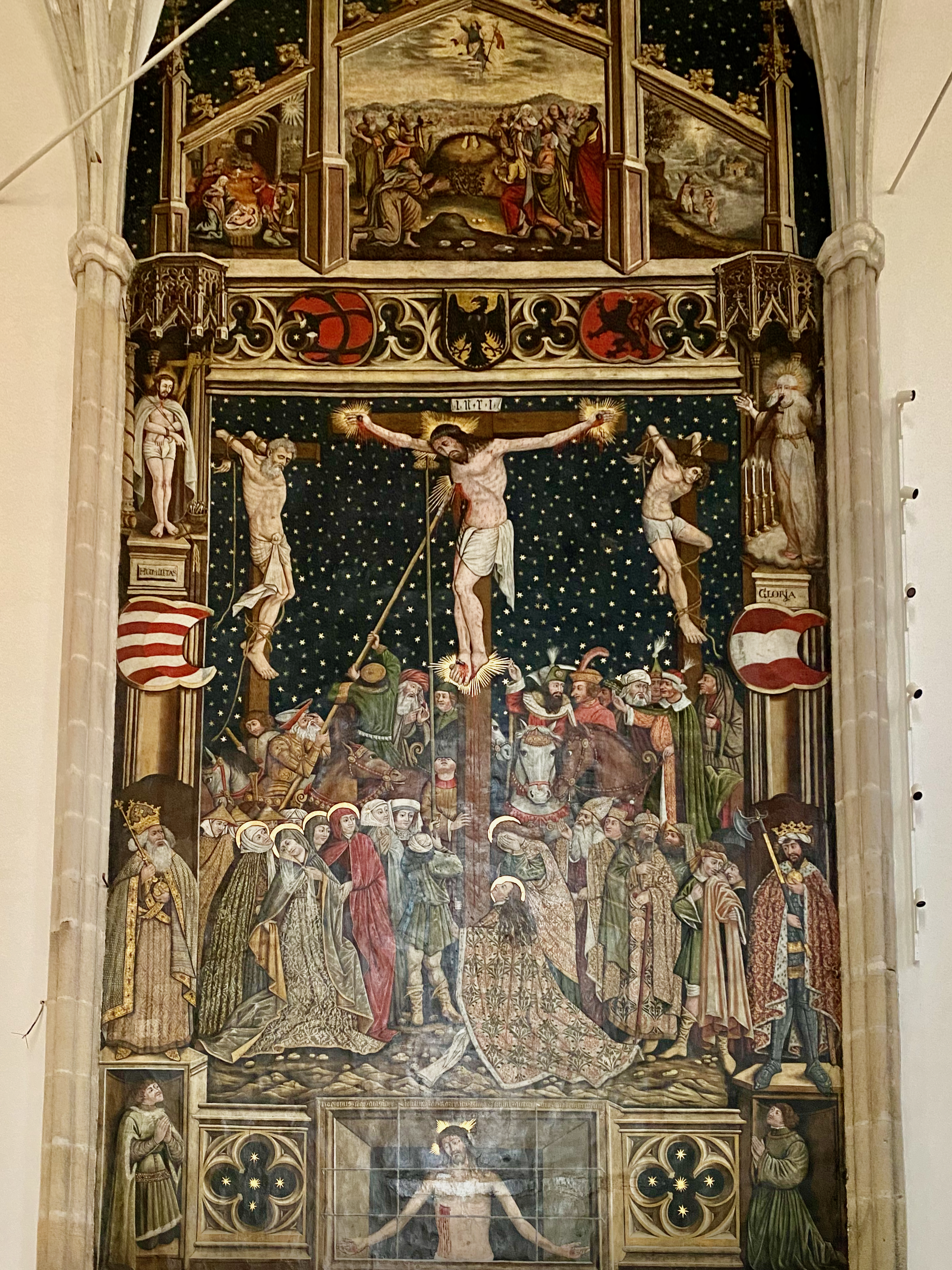
Fresc

A l'interior, al costat nord, les ogives reposen en consoles amb motius vegetals, una d'elles decorada amb una màscara humana. A les claus de la volta es representen Maria i Jesús, després els símbols dels evangelistes Lluc i Marc. També trobem elements escultòrics més especials a la nau lateral sud. Aquí les claus de volta amb decoració figurativa són aquelles amb la imatge de Jesucrist, del xai amb l'estendard d'Agnus Dei i de Jesucrist amb el llibre a la mà. També esmentem la clau de volta amb la representació del bisbe Wolfgang a la virola.
A la paret nord del cor hi ha un bell fresc que representa la Crucifixió, emmarcat per una decoració arquitectònica en la qual es col·loquen una sèrie de personatges bíblics i històrics. El quadre és executat pel pintor Johannes de Rosenau el 1445, suposadament originari d'Àustria. Certament, la seva forma de pintar té empremtes específiques del seu lloc d'origen i, des d'un punt de vista iconogràfic, també es poden notar influències italianes. La pintura va ser restaurada pel pintor restaurador Liviu Ciungan el 1989-1990.
L'inventari de l'església és particularment valuós i ric. Fins i tot si una sèrie de vaixells de culte daurat, obres d'artesans famosos de Sibiu, com Sebastian Hann, no són accessibles al públic, es poden admirar altres peces de gran valor a l'església.

## Cementiri
El cementeri es va separar del cos central de l'església el 1853, per ser un lloc per a cerimònies més íntimes. Al cementiri hi ha una galeria de 67 lloses funeràries, úniques a Romania.
Fins a mitjans del segle xviii, a l'església es van enterrar personalitats destacades de la ciutat. Aquest costum va ser prohibit el 1796, sent l'única excepció el baró Samuel von Brukenthal. Les lloses més antigues són les de Georg Hecht (1496) i Nicolaus Proll (1499), seguides de Mihnea Vodă cel Rău (1510), que va ser assassinat davant l'església per Iacșăg.
El ferro encara conserva l'antic púlpit de pedra del 1520 fet per Andreas Lapicida, una pica baptismal de marbre del segle XVII, l'altar de l'església fortificada de Dobârca, així com altres objectes de l'església.